# (13078) 1991 WD
1991 دابليو دي (ويعرف أيضًا باسم (13078) 1991 دابليو دي وفق تسمية الكوكب الصغير) (بالإنجليزية: 1991 WD)‏ هو كويكب ضمن حزام الكويكبات؛ وترتيبه 13078 من حيث الاكتشاف.
اكتُشف هذا الجُرم الفلكي بواسطة Satoru Otomo ‏ في 17 نوفمبر 1991.

## وصلات خارجية
- (13078) 1991 WD في قاعدة بيانات مختبر الدفع النفاث لأجرام النظام الشمسي الصغيرة

- الاكتشاف · مخطط المدار ·  العناصر المدارية · المعلمات المادية

- (13078) 1991 WD على موقع ويكي سكاي: DSS2, SDSS, GALEX, IRAS, Hydrogen α, X-Ray, Astrophoto, Sky Map, Articles and images